# Katharina Saurwein

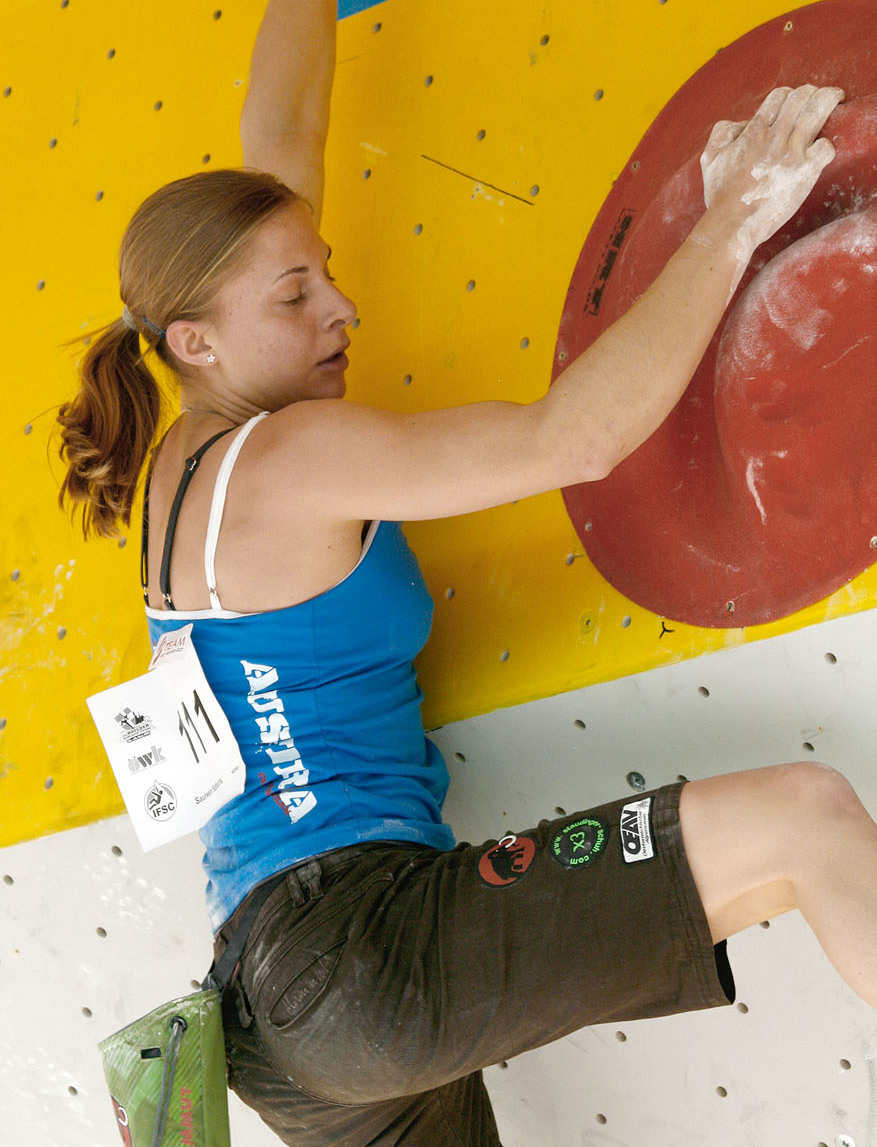
PŚ 2010 Wiedeń. Katharina Saurwein na ścianie wspinaczkowej w boulderingu.

Katharina Saurwein (ur. 11 listopada 1987 w Innsbrucku) – austriacka wspinaczka sportowa specjalizująca się w boulderingu, prowadzeniu oraz we wspinaczce łącznej. Dwukrotna brązowa medalistka mistrzostw Europy we wspinaczce sportowej w konkurencji prowadzenie (2004) oraz w boulderingu (2015).

## Kariera sportowa
Na mistrzostwach Europy w 2004 we włoskim Lecco we wspinaczce sportowej zdobyła brązowy medal w prowadzeniu.
W 2015 we francuskim Chamonix wywalczyła też brązowy medal ale w konkurencji boulderingu, w finale przegrała z Niemką Juliane Wurm i koleżanką z reprezentacji Anną Stöhr.
Uczestniczka World Games we Wrocławiu w 2017, gdzie zajęła siódme miejsce w boulderingu.
Wielokrotna uczestniczka festiwalu wspinaczkowego Rock Master, który corocznie odbywa się na słynnych ścianach wspinaczkowych w Arco, gdzie była zapraszana przez organizatora zawodów. Dwukrotna złota medalistka tych zawodów wspinaczkowych w 2008 oraz w 2016 roku.

## Osiągnięcia

### Mistrzostwa świata
| Konkurencje  | 2005 | 2007 | 2011 | 2012 | 2014 | 2016 | 2018 |
| Bouldering   | 41   | 34   | 26   | 14   | 15   | 10   | 20   |
| Prowadzenie  | 8    | 6    | 17   | —    | —    | —    | —    |
| Wsp. na czas | —    | 23   | —    | —    | —    | —    | —    |

### Mistrzostwa Europy
| Konkurencje  | 2004 | 2006 | 2010 | 2013 | 2015 | 2017 |
| Bouldering   | —    | —    | 11   | 10   | 3    | 23   |
| Prowadzenie  | 3    | 23   | —    | 13   | —    | —    |
| Wsp. na czas | —    | —    | —    | 28   | —    | —    |

### World Games
| Konkurencje | 2017 |
| Bouldering  | 7    |

### Rock Master
| Konkurencje  | 2004 | 2005 | 2006 | 2007 | 2008 | 2010 | 2013 | 2014 | 2016 | 2018 |
| Bouldering   | —    | —    | —    | —    | 1    | 23   | —    | 6    | 1    | 7    |
| Prowadzenie  | 3    | 7    | 4    | 10   | —    | —    | —    | —    | —    | —    |
| Wsp. na czas | —    | —    | —    | —    | —    | —    | 13   | —    | —    | —    |